# Wanquetin
Wanquetin est une commune française située dans le département du Pas-de-Calais en région Hauts-de-France.

## Géographie

### Localisation
Localisée dans le sud-est du département du Pas-de-Calais, Wanquetin est une commune située, à vol d'oiseau, à 6 km à l'est de la commune d'Avesnes-le-Comte et à 11 km à l'ouest de la commune d’Arras (aire d'attraction, chef-lieu d'arrondissement et préfecture du Pas-de-Calais).
Le territoire de la commune est limitrophe de ceux de neuf communes.
Les communes limitrophes sont Noyellette, Fosseux, Gouy-en-Artois, Habarcq, Hauteville, Lattre-Saint-Quentin, Montenescourt, Simencourt et Warlus.

### Géologie et relief
La superficie de Wanquetin est de 10,18 km2 avec une altitude minimum de 82 mètres et un maximum de 141 mètres.

### Hydrographie
Le territoire de la commune est situé dans le bassin Artois-Picardie.
Le territoire de la commune est traversé par l'Ury, cours d'eau naturel non navigable de 7,09 km, qui prend sa source dans la commune de Gouy-en-Artois et se jette dans la rivière le Gy au niveau de la commune de Montenescourt.

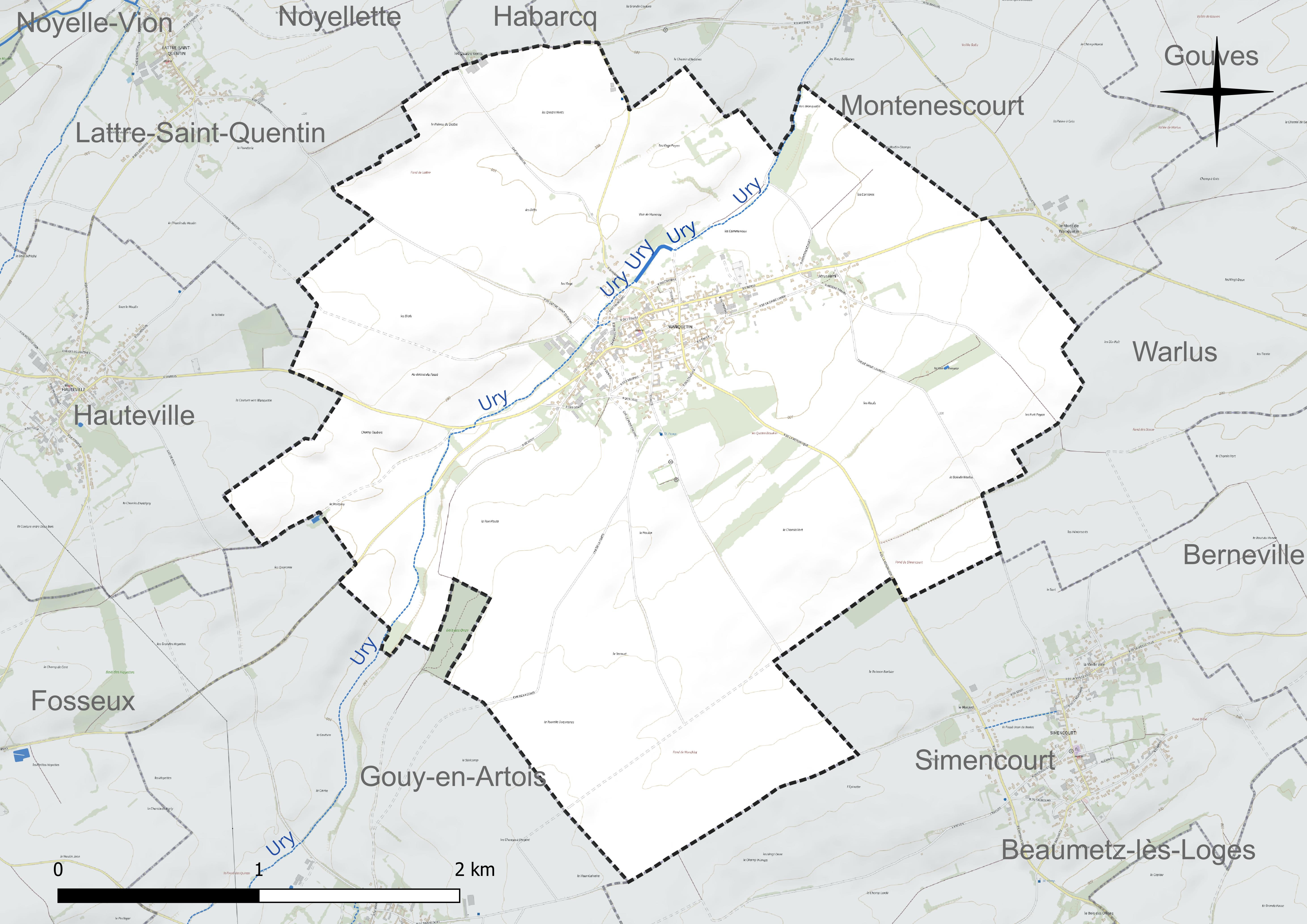
Réseau hydrographique de Wanquetin.

### Climat
Pour des articles plus généraux, voir Climat des Hauts-de-France et Climat du Nord-Pas-de-Calais.
En 2010, le climat de la commune est de type climat océanique dégradé des plaines du Centre et du Nord, selon une étude du CNRS s'appuyant sur une série de données couvrant la période 1971-2000. En 2020, Météo-France publie une typologie des climats de la France métropolitaine dans laquelle la commune est exposée à un climat océanique et est dans la région climatique Nord-est du bassin Parisien, caractérisée par un ensoleillement médiocre, une pluviométrie moyenne régulièrement répartie au cours de l’année et un hiver froid (3 °C).
Pour la période 1971-2000, la température annuelle moyenne est de 10,1 °C, avec une amplitude thermique annuelle de 14,2 °C. Le cumul annuel moyen de précipitations est de 813 mm, avec 12,2 jours de précipitations en janvier et 9,1 jours en juillet. Pour la période 1991-2020, la température moyenne annuelle observée sur la station météorologique la plus proche, située sur la commune de Saulty à 9 km à vol d'oiseau, est de 10,4 °C et le cumul annuel moyen de précipitations est de 899,7 mm,. Pour l'avenir, les paramètres climatiques de la commune estimés pour 2050 selon différents scénarios d'émission de gaz à effet de serre sont consultables sur un site dédié publié par Météo-France en novembre 2022.

### Paysages
Pour un article plus général, voir Paysage en France.
La commune est située dans le paysage régional des grands plateaux artésiens et cambrésiens tel que défini dans l’Atlas de paysages de la région Nord-Pas-de-Calais, conçu par la direction régionale de l'Environnement, de l'Aménagement et du Logement (DREAL),. Ce paysage régional, qui concerne 238 communes, est dominé par les « grandes cultures » de céréales et de betteraves industrielles qui représentent 70 % de la surface agricole utilisée (SAU).

## Urbanisme

### Typologie
Au 1er janvier 2024, Wanquetin est catégorisée bourg rural, selon la nouvelle grille communale de densité à sept niveaux définie par l'Insee en 2022.
Elle est située hors unité urbaine. Par ailleurs la commune fait partie de l'aire d'attraction d'Arras, dont elle est une commune de la couronne,. Cette aire, qui regroupe 163 communes, est catégorisée dans les aires de 50 000 à moins de 200 000 habitants,.

### Occupation des sols

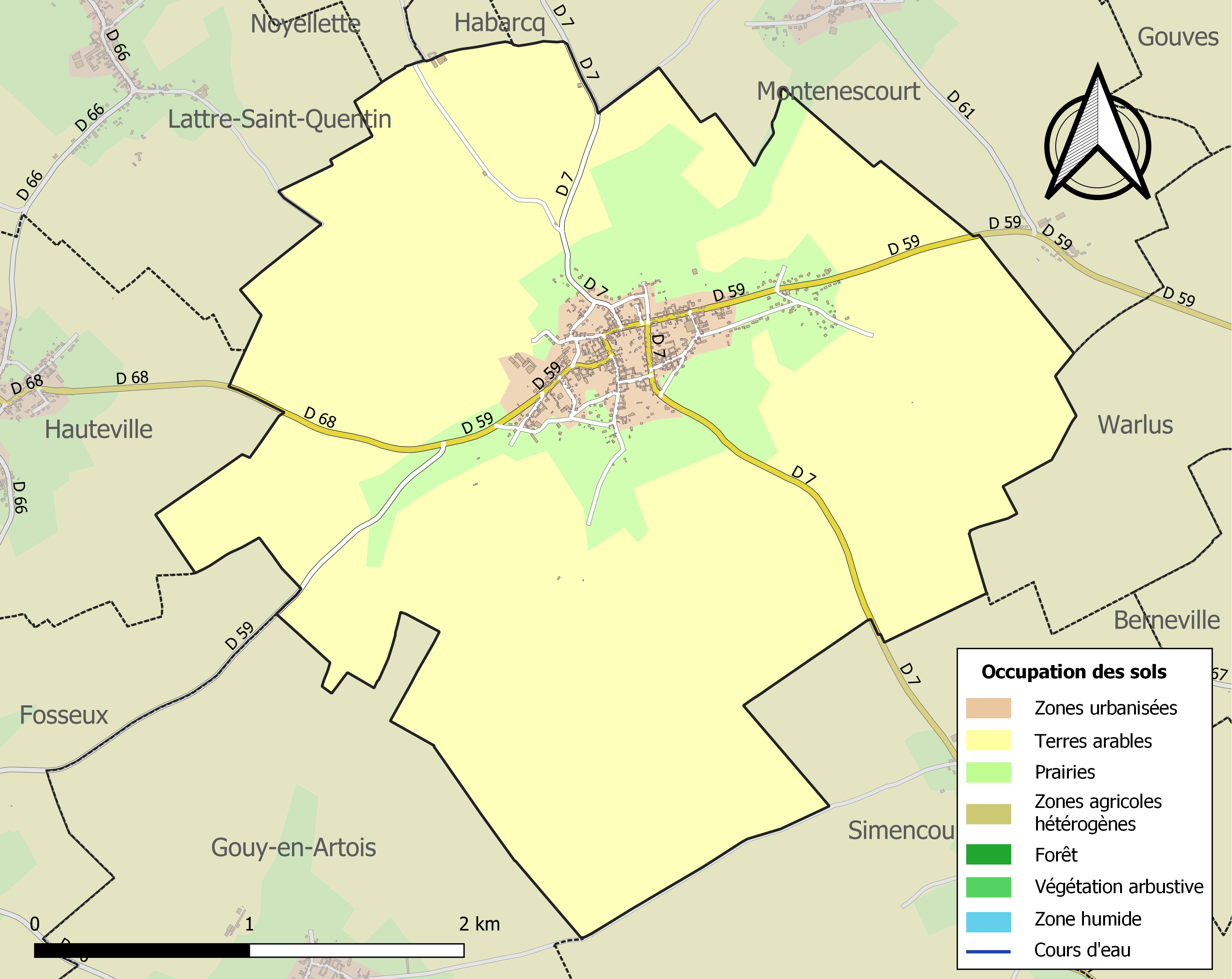
Carte des infrastructures et de l'occupation des sols de la commune en 2018 (CLC).

L'occupation des sols de la commune, telle qu'elle ressort de la base de données européenne d’occupation biophysique des sols Corine Land Cover (CLC), est marquée par l'importance des territoires agricoles (95,5 % en 2018), une proportion identique à celle de 1990 (95,5 %). La répartition détaillée en 2018 est la suivante : 
terres arables (81,8 %), prairies (13,7 %), zones urbanisées (4,5 %). L'évolution de l’occupation des sols de la commune et de ses infrastructures peut être observée sur les différentes représentations cartographiques du territoire : la carte de Cassini (XVIIIe siècle), la carte d'état-major (1820-1866) et les cartes ou photos aériennes de l'IGN pour la période actuelle (1950 à aujourd'hui).

### Habitat et logement
En 2018, le nombre total de logements dans la commune était de 315, alors qu'il était de 306 en 2013 et de 287 en 2008.
Parmi ces logements, 91,1 % étaient des résidences principales, 1,3 % des résidences secondaires et 7,7 % des logements vacants. Ces logements étaient pour 99,7 % d'entre eux des maisons individuelles et pour 0,3 % des appartements.
Le tableau ci-dessous présente la typologie des logements à Wanquetin en 2018 en comparaison avec celle du Pas-de-Calais et de la France entière. Une caractéristique marquante du parc de logements est ainsi une proportion de résidences secondaires et logements occasionnels (1,3 %) inférieure à celle du département (6,4 %) et à celle de la France entière (9,7 %). Concernant le statut d'occupation de ces logements, 91,2 % des habitants de la commune sont propriétaires de leur logement (92 % en 2013), contre 57,8 % pour le Pas-de-Calais et 57,5 % pour la France entière.
| Typologie                                               | Wanquetin | Pas-de-Calais | France entière |
| ------------------------------------------------------- | --------- | ------------- | -------------- |
| Résidences principales (en %)                           | 91,1      | 86            | 82,1           |
| Résidences secondaires et logements occasionnels (en %) | 1,3       | 6,4           | 9,7            |
| Logements vacants (en %)                                | 7,7       | 7,6           | 8,2            |

## Toponymie
Le nom de la localité est attesté sous les formes Wanketinium, Guangetinium (1074) ; Vuanchetin (1104) ; Guanchentin, Guanchetin (1119) ; Wanchetin (1154-1159) ; Wancatin (1189) ; Wanketin (1212) ; Wanketing ; Vuanketin (1273) ; Wincquten, Winqueten (1361) ; Wancquentin (1515) ; Wanctin (1565) ; Wancquetin (XVIIIe siècle).

## Histoire

### Ancien Régime
Avant la Révolution française, Wanquetin est le siège d'une seigneurie. En 1600, le titulaire dénommé Antoine détient également la seigneurie d'Ablainsvelle (Ablainzevelle).

### Époque contemporaine
Pendant la Première Guerre mondiale, lors de la Bataille de l'Artois (mai-juin 1915), un des affrontements de la Première Guerre mondiale, Wanquetin, située à l'arrière du front, accueille des soldats relevés du front en juin 1915 et plus tard dans l'année. Pendant cette période de cantonnement, les troupes restent en alerte, récupèrent, se livrent à des opérations de nettoyage de leurs équipements et suivent des périodes d'instruction, d'entrainement à la marche.... On retrouve également des troupes qui bivouaquent à Acq, Frévin-Capelle.

## Politique et administration

### Rattachements administratifs et électoraux

#### Rattachements administratifs
La commune se trouve dans l'arrondissement d'Arras du département du Pas-de-Calais.  
Elle faisait partie depuis 1801 du canton de Beaumetz-lès-Loges. Dans le cadre du redécoupage cantonal de 2014 en France, cette circonscription administrative territoriale a disparu, et le canton n'est plus qu'une circonscription électorale.

#### Rattachements électoraux
Pour les élections départementales, la commune fait partie depuis 2014 du canton d'Avesnes-le-Comte
Pour l'élection des députés, elle fait partie de la première circonscription du Pas-de-Calais.

### Intercommunalité
Wanquetin était membre de la petite communauté de communes du val du Gy, un établissement public de coopération intercommunale (EPCI) à fiscalité propre créé fin 1993  et auquel la commune avait transféré un certain nombre de ses compétences, dans les conditions déterminées par le code général des collectivités territoriales.
Conformément aux prescriptions de la loi de réforme des collectivités territoriales du 16 décembre 2010, qui a prévu le renforcement et la simplification des intercommunalités et la constitution de structures intercommunales de grande taille, cette intercommunalité a fusionné avec la communauté de communes des vertes vallées (Pas-de-Calais) pour former, le 1er janvier 2013, la communauté de communes La Porte des Vallées.
Une seconde évolution intervient dans le cadre des dispositions de la loi portant nouvelle organisation territoriale de la République du 7 août 2015, qui prévoit que les établissements publics de coopération intercommunale (EPCI) à fiscalité propre doivent avoir un minimum de 15 000 habitants, cette intercommunalité, qui n'atteignait pas le seuil de 15 000 habitants, a été dissoute, et certaines de ses communes, dont Wanquetin , ont intégré, le 1er janvier 2017, la communauté de communes des Campagnes de l'Artois..

### Liste des maires
| Période                                  | Période                     | Identité      | Étiquette | Qualité                                        |
| ---------------------------------------- | --------------------------- | ------------- | --------- | ---------------------------------------------- |
| Les données manquantes sont à compléter. |                             |               |           |                                                |
| 1995                                     | 2014                        | Michel Hanot  | DVG       | Retraité de La Poste                           |
| 2014,                                    | 2020                        | Albert Hapka  |           |                                                |
| 23 mai 2020                              | En cours (au 14 avril 2022) | Emmanuel Ioos |           | Ancien artisan, commerçant, chef d'entreprise, |

## Population et société

### Démographie

#### Évolution démographique
L'évolution du nombre d'habitants est connue à travers les recensements de la population effectués dans la commune depuis 1793. Pour les communes de moins de 10 000 habitants, une enquête de recensement portant sur toute la population est réalisée tous les cinq ans, les populations de référence des années intermédiaires étant quant à elles estimées par interpolation ou extrapolation. Pour la commune, le premier recensement exhaustif entrant dans le cadre du nouveau dispositif a été réalisé en 2007.

En 2022, la commune comptait 737 habitants, en évolution de +2,36 % par rapport à 2016 (Pas-de-Calais : −0,72 %, France hors Mayotte : +2,11 %).
| 1793 | 1800 | 1806 | 1821 | 1831 | 1836 | 1841 | 1846 | 1851 |
| ---- | ---- | ---- | ---- | ---- | ---- | ---- | ---- | ---- |
| 631  | 639  | 661  | 735  | 745  | 745  | 695  | 706  | 739  |

| 1856 | 1861 | 1866 | 1872 | 1876 | 1881 | 1886 | 1891 | 1896 |
| ---- | ---- | ---- | ---- | ---- | ---- | ---- | ---- | ---- |
| 762  | 752  | 730  | 747  | 766  | 777  | 770  | 760  | 734  |

| 1901 | 1906 | 1911 | 1921 | 1926 | 1931 | 1936 | 1946 | 1954 |
| ---- | ---- | ---- | ---- | ---- | ---- | ---- | ---- | ---- |
| 715  | 680  | 682  | 622  | 584  | 564  | 548  | 535  | 564  |

| 1962 | 1968 | 1975 | 1982 | 1990 | 1999 | 2006 | 2007 | 2012 |
| ---- | ---- | ---- | ---- | ---- | ---- | ---- | ---- | ---- |
| 580  | 560  | 602  | 642  | 682  | 639  | 681  | 687  | 714  |

| 2017 | 2022 | - | - | - | - | - | - | - |
| ---- | ---- | - | - | - | - | - | - | - |
| 719  | 737  | - | - | - | - | - | - | - |

#### Pyramide des âges
En 2018, le taux de personnes d'un âge inférieur à 30 ans s'élève à 33,2 %, soit en dessous de la moyenne départementale (36,7 %). À l'inverse, le taux de personnes d'âge supérieur à 60 ans est de 25,8 % la même année, alors qu'il est de 24,9 % au niveau départemental.
En 2018, la commune comptait 363 hommes pour 357 femmes, soit un taux de 50,42 % d'hommes, légèrement supérieur au taux départemental (48,50 %).
Les pyramides des âges de la commune et du département s'établissent comme suit.
| Hommes | Classe d’âge | Femmes |
| ------ | ------------ | ------ |
| 0,3    | 90 ou +      | 0,9    |
| 6,7    | 75-89 ans    | 7,7    |
| 18,9   | 60-74 ans    | 17,3   |
| 21,5   | 45-59 ans    | 22,0   |
| 18,1   | 30-44 ans    | 20,1   |
| 14,3   | 15-29 ans    | 14,6   |
| 20,1   | 0-14 ans     | 17,5   |

| Hommes | Classe d’âge | Femmes |
| ------ | ------------ | ------ |
| 0,5    | 90 ou +      | 1,6    |
| 5,6    | 75-89 ans    | 8,9    |
| 16,7   | 60-74 ans    | 18,1   |
| 20,2   | 45-59 ans    | 19,2   |
| 18,9   | 30-44 ans    | 18,1   |
| 18,2   | 15-29 ans    | 16,2   |
| 19,9   | 0-14 ans     | 17,9   |

## Culture locale et patrimoine

### Lieux et monuments
La cloche de l'église est enregistrée à l'inventaire des monuments historiques.

La commune possède un temple protestant, construit de 1822 à 1828 et situé au 4 rue de Wetz. Au-dessus de la porte d'entrée, on peut lire Sondez les Écritures (Jean V, 39).

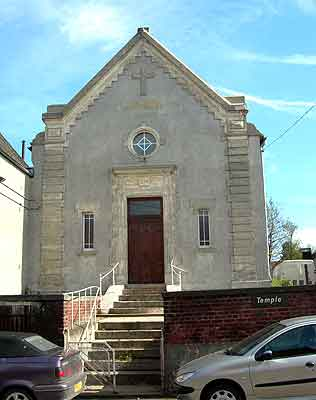
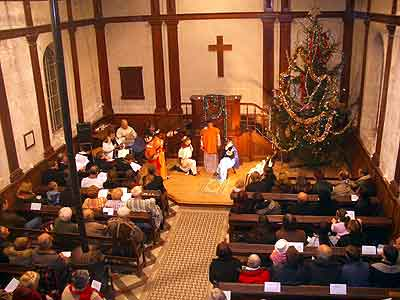

### Personnalités liées à la commune
- Jean-Antoine Bécourt (1760-1794), compositeur, notamment du Carillon national, repris comme air de la chanson Ah ! ça ira.
- Louis Mexandeau (1931-2023), ancien ministre, y est né.
- Guillaume Warmuz (1970-), ancien joueur de football professionnel au poste de gardien de but, a habité et a été conseiller municipal à Wanquetin lorsqu'il jouait au RC Lens.

### Héraldique
| Blason de Wanquetin | Blason  | D'or à la croix fleurdelysée de gueules à la cotice d'azur brochant sur le tout. |
| Blason de Wanquetin | Détails | Le statut officiel du blason reste à déterminer.                                 |

## Pour approfondir